# Nigel Barley
Nigel Frederick Barley (* 1947 in London) ist ein britischer Anthropologe und Autor.

## Werdegang
Barley wurde 1947 in dem Londoner Stadtbezirk Kingston upon Thames geboren. Er studierte moderne Sprachen in Cambridge und Ethnologie an der Oxford und betrieb in den Jahren 1977 und 1978 zwei Jahre Feldforschung im Norden Kameruns beim Volk der Dowayo. Dieser Aufenthalt ist Grundlage seiner wissenschaftlichen Veröffentlichung Symbolic structures. An exploration of the culture of the Dowayos und seines humorvollen Erfahrungsberichts Traumatische Tropen. Notizen aus meiner Lehmhütte. Ein weiterer Aufenthalt führte ihn erneut zu den Dowayo, beschrieben in Die Raupenplage, das an die Traumatischen Tropen anknüpft. Weitere Studien unternahm er bei den Toraja auf Sulawesi. Von 1981 bis 2003 arbeitete er als Kustos am British Museum in London, wo er für die Abteilungen West- und Nordafrika zuständig war. Sein Buch Traurige Insulaner handelt von Engländern aus der Sicht eines Ethnologen und beruht auf einer sechsteiligen Fernsehserie, bei der er auch als Autor und Sprecher fungierte. 1992 erschien Der Löwe von Singapur, eine Biografie von Stamford Raffles. Viele seiner Bücher wurden ins Deutsche übersetzt.

## Werke
- Symbolic structures. An exploration of the culture of the Dowayos. Cambridge University Press, Cambridge 1983, ISBN 0-521-24745-4.
- Adventures in a Mud Hut: An Innocent Anthropologist Abroad. Vanguard Press, New York 1985, ISBN 0-8149-0880-2.
  - deutsch als: Traumatische Tropen. Notizen aus meiner Lehmhütte. Klett-Cotta, Stuttgart 1986, ISBN 3-608-93125-2.
- A Plague of Caterpillars. Viking Press, New York 1986, ISBN 0-670-80704-4.
  - deutsch als: Die Raupenplage. Klett-Cotta, Stuttgart 1989, ISBN 3-608-93124-4.
- Native Land. Viking Press, New York 1989, ISBN 0-670-83039-9.
  - deutsch als: Traurige Insulaner. Klett-Cotta, Stuttgart 1993, ISBN 3-608-93189-9.
- The Coast. Penguin, London 1991, ISBN 0-14-012213-3.
- Not a Hazardous Sport. Henry Holt, New York 1989, ISBN 0-8050-0960-4.
  - deutsch als: Hallo Mister Puttymann. Bei den Toraja in Indonesien. Klett-Cotta, Stuttgart 1994, ISBN 3-608-95974-2.
  - deutsch auch als: Auf den Spuren von Mr. Spock. Eine Reise nach Indonesien. Klett-Cotta, Stuttgart 2015, ISBN 978-3-608-94897-4.
- The Duke of Puddle Dock. Henry Holt, New York 1992, ISBN 0-8050-1968-5.
  - deutsch als: Der Löwe von Singapur. Klett-Cotta, Stuttgart 1996, ISBN 3-608-93186-4.
- Dancing on the Grave. Henry Holt, New York 1997, ISBN 0-8050-4824-3.
  - deutsch als: Tanz ums Grab. Klett-Cotta, Stuttgart 1998, ISBN 3-608-91811-6.
- Visual Strategies Against AIDS. Müller, Baden 2002, ISBN 3-907078-90-X.
- White Rajah. A Biography of Sir James Brooke. Little Brown, London 2002, ISBN 0-3168-5920-6.
- Rogue Raider: The Tale of Captain Lauterbach and the Singapore Mutiny. Monsoon Books, Singapore 2006, ISBN 981-05-5949-6.
- Island of Demons: A Novelistic Treatment of the Life of Painter Walter Spies in Bali. Monsoon Books, Singapore 2009, ISBN 978-981-08-2381-8.
  - deutsch als: Bali – Das letzte Paradies. Klett-Cotta, Stuttgart 2015,
- The Devil’s Garden: Live and War in Singapore under the Japanese Flag. Monsoon Books, Singapore 2011, ISBN 978-981-4358-42-2.
- Even: A Novella of Revenge and Misfortune. 2012, ISBN 978-1-4566-2019-6.
- Requiescat: A Cat’s Life at the British Museum. 2013, ISBN 978-1-9809-8397-2.
- Coronation Chicken. 2014, ISBN 978-1-4566-2197-1.
- Arts du Nigeria – Revisites. Musée Barbier-Mueller, Genf 2015.
- Snow over Surabaya. Monsoon Books, Singapore 2017, ISBN 9781912049004.